# Rio di Pusteria
Mühlbach tiếng Ý: Rio di Pusteria; tiếng Đức: Mühlbach) là một đô thị ở tỉnh Bolzano-Bozen trong vùng Trentino-Alto Adige/Südtirol của Ý, có vị trí cách khoảng 90 km về phía đông bắc của Trento và khoảng 40 km về phía đông bắc của Bolzano. Tại thời điểm ngày 31 tháng 12 năm 2004, đô thị này có dân số 2.720 người và diện tích là 84,1 km².
Đô thị Mühlbach (Rio di Pusteria) có các frazioni (các đơn vị cấp dưới, chủ yếu là các làng) Maranzen (Maranza), Spinges (Spinga), Vals (Valles).
Mühlbach giáp các đô thị: Freienfeld (Campo di Trens), Franzensfeste (Fortezza), Natz-Schabs (Naz-Sciaves), Rodeneck (Rodengo), Pfitsch (Val di Vizze), và Vintl (Vandoies).